# Sophiropsis improbata
Sophiropsis improbata är en tvåvingeart som först beskrevs av Erich Martin Hering 1941.  Sophiropsis improbata ingår i släktet Sophiropsis och familjen borrflugor. Inga underarter finns listade i Catalogue of Life.